# Pescasseroli
Pescassèroli (/peskasˈsɛroli/; A Péšchë o Zë Péšchë in dialetto locale rispettivamente per gli uomini e per le donne) è un comune italiano di 2 015 abitanti della provincia dell'Aquila in Abruzzo. È sede dell'ente gestore del parco nazionale d'Abruzzo, Lazio e Molise.

## Geografia fisica

### Territorio

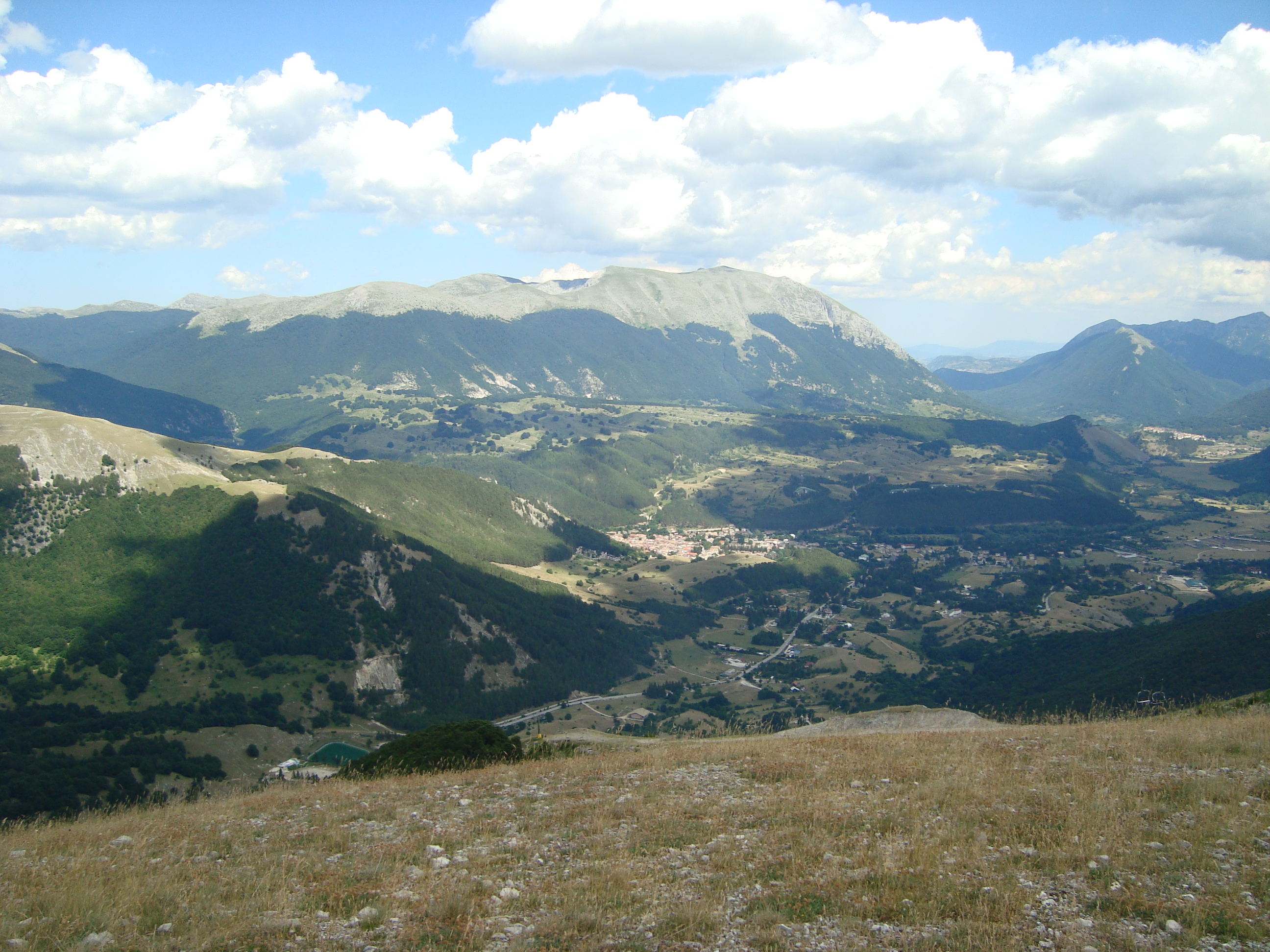
La conca di Pescasseroli-Opi dal monte delle Vitelle, in fondo il gruppo del monte Marsicano (sx), Opi e il monte Petroso (dx) sopra la Camosciara

Il territorio del comune, incluso nell'area protetta del parco nazionale d'Abruzzo, Lazio e Molise, è geograficamente compreso nel bacino idrografico dell'Alto Sangro. È situato a est dello spartiacque appenninico in una valle montana che scende dal valico di Gioia Vecchio (Passo del Diavolo, 1400 m s.l.m.) fino a una conca montana a quota 1 167 nel cuore dei monti Marsicani, a ovest del gruppo Montagna Grande (monte Argatone, la Terratta e Serra della Terratta) e del monte Marsicano (2253 m s.l.m.), che la dividono dalla vallata di Scanno. A nord-ovest il valico Aceretta mette in comunicazione i territori montani di Pescasseroli e Villavallelonga.
Sul monte delle Vitelle (noto come monte Coste delle Vitelle, 1966 m s.l.m.) ha sede l'omonima stazione sciistica che fa parte del comprensorio sciistico dell'Alto Sangro.

### Clima
Pescasseroli presenta un clima freddo in inverno e fresco d'estate. A causa dell'esposizione alle correnti umide occidentali, è uno dei centri abitati più piovosi d'Abruzzo con le precipitazioni, anche nevose, che superano spesso i 1500 mm annui, distribuite principalmente nella stagione autunnale, invernale e primaverile. È inoltre uno dei luoghi, a parità di quota, con la temperatura media annuale tra le più basse d'Abruzzo.
| Pescasseroli       | Mesi | Mesi | Mesi | Mesi | Mesi | Mesi | Mesi | Mesi | Mesi | Mesi | Mesi | Mesi | Stagioni | Stagioni | Stagioni | Stagioni | Anno |
| Pescasseroli       | Gen  | Feb  | Mar  | Apr  | Mag  | Giu  | Lug  | Ago  | Set  | Ott  | Nov  | Dic  | Inv      | Pri      | Est      | Aut      | Anno |
| ------------------ | ---- | ---- | ---- | ---- | ---- | ---- | ---- | ---- | ---- | ---- | ---- | ---- | -------- | -------- | -------- | -------- | ---- |
| T. max. media (°C) | 4,0  | 5,6  | 8,4  | 12,2 | 16,9 | 21,2 | 24,4 | 24,8 | 20,7 | 15,3 | 9,9  | 6,1  | 5,2      | 12,5     | 23,5     | 15,3     | 14,1 |
| T. min. media (°C) | −5,9 | −5,1 | −2,2 | 1,0  | 4,3  | 7,2  | 8,5  | 8,2  | 6,8  | 3,5  | 0,9  | −2,3 | −4,4     | 1,0      | 8,0      | 3,7      | 2,1  |

## Origini del nome
L'etimologia del nome si è prestata, nel tempo, a varie ipotesi. Come ha ricordato Benedetto Croce nella monografia intitolata Pescasseroli, se il generico "pesclum" (peschio o pesco) vale come "luogo alto e ripido", configurando nel caso specifico la cresta dove sorgono i ruderi del castello; per "seroli" taluni avevano affermato che potesse derivare da "serra", cioè la chiusura del varco che congiunge alle montagne delle Serre, o, come formulato dal geografo Roberto Almagià, dalla "serretta", vale a dire la piccola serra che dal monte Forcella si protende verso il fiume Sangro. Lo stesso Croce, soggiungendo di non ritenere convincenti tali versioni, suggeriva anche di tener conto dell'ipotesi che il "Pesclum ad Serolum", anche attestato in "Pesculum ad Serule" o "Pesclum Ansericum", potesse significare il «peschio presso il Sangro (dal latino "Sarus"), che nasce poco discosto e scorre sotto quel monte, ancora povero d'acque, ancora piccolo ("Sarolus", piccolo Sangro)».

## Storia
Dal punto di vista storico il territorio costituì il capolinea della transumanza fin dall'epoca dei Sanniti, ma ebbe anche particolari influenze dei Marsi e dei Peligni. Incluso nella contea dei Marsi fino all'Alto Medioevo, seguì dal Basso Medioevo in poi, le vicissitudini storiche e culturali del territorio dell'Alto Sangro.

### Età antica
La città antica di Plestinia, in passato localizzata dagli storici marsicani come Muzio Febonio tra le alture di Campomizzo e Pescasseroli, sarebbe con ogni probabilità riconducibile ai resti della Rocca Vecchia di Pescina, nella valle del Giovenco. Il versante iniziale dell'alta Val di Sangro fu in antichità una terra di passaggio dei Marsi, dei Peligni e delle tribù sannitiche. Dopo la colonizzazione romana quest'area fu soggetta all'ager della città volsca di Atina, oltre Barrea invece a quello della città pentra di Aufidena. Al termine delle guerre sannitiche l'ager "marsorum" altosangrino non venne stravolto con l'inclusione alla gens Sergia dei territori posti nei pressi del confine indicato dal monte Marsicano, in particolare l'oppidum della val Fondillo di Opi e l'area di Pescasseroli.
Il tratturo Pescasseroli-Candela costituiva un percorso pastorale della transumanza dai monti abruzzesi al Tavoliere delle Puglie. Lungo 211 chilometri è il secondo (o terzo) tratturo più lungo dell'Italia meridionale.

### Età medievale e moderna

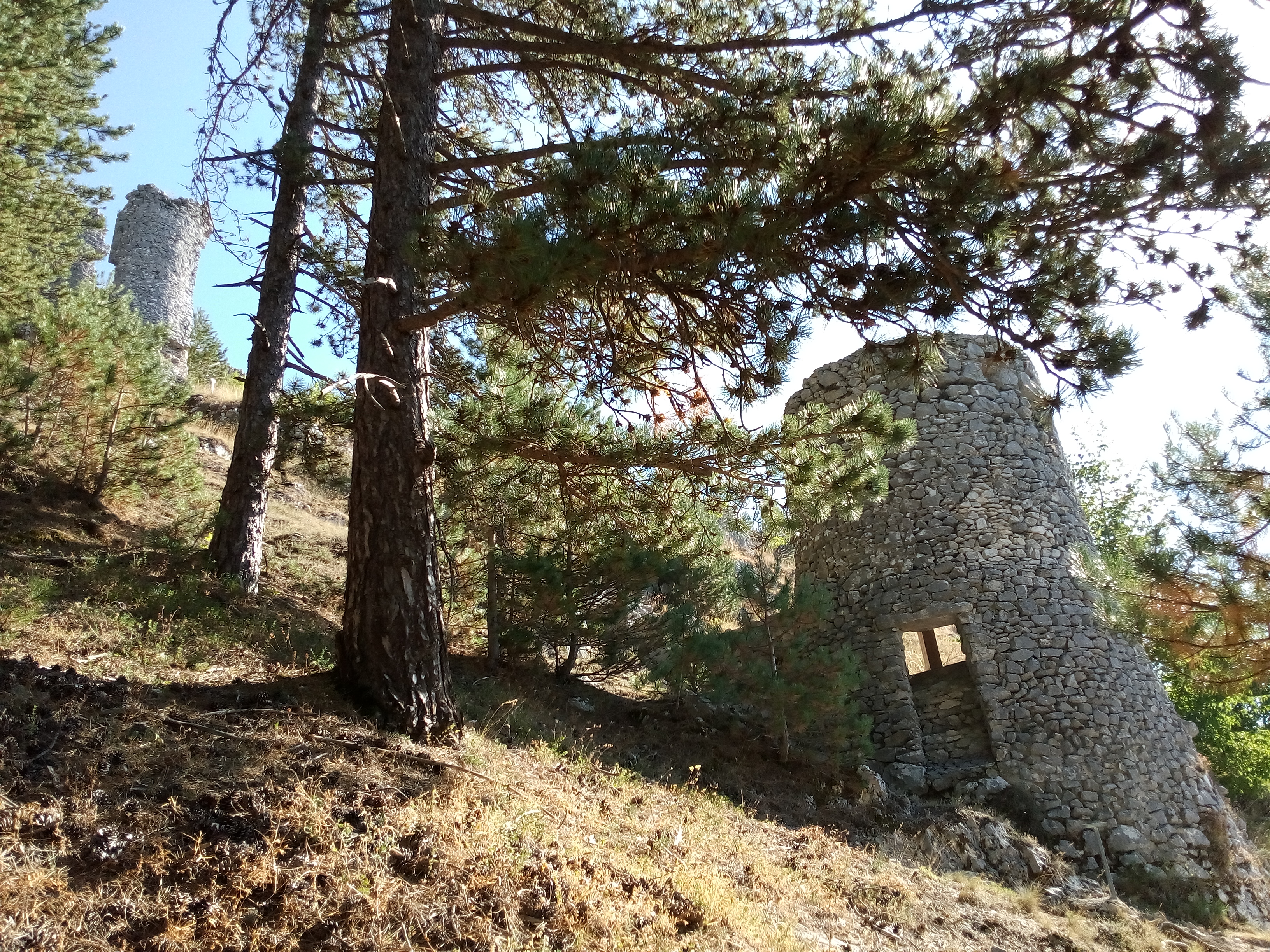
Torri di castel Mancino (XI secolo)

Il castello-recinto medievale, situato sul colle che domina il nucleo urbano contemporaneo, venne edificato a cominciare dall'XI secolo. La località acquisì il toponimo di "Serule" e successivamente di "Pesculum ad Serule". Caduto in rovina il centro fortificato fu abbandonato definitivamente nel corso del XIV secolo in favore del centro abitato che si sviluppò a valle.
Pescasseroli è stata inclusa tra i domini della famiglia Borrello (XI secolo) e come "suffeudo" dei Di Sangro. Da questi, dopo la caduta degli Svevi, giunse ai d'Aquino. Nel 1349, quando Adenolfo II d'Aquino perì, con tutta la famiglia, sotto le rovine del castello di Alvito, andò al ramo dei conti di Loreto. Nel 1461, la baronia di Pescasseroli fu ereditata da Antonella d'Aquino, marchesa di Pescara.
Alla fine del XVI secolo, il feudo fu venduto a Giovan Giacomo di Sangro, che morì nel 1607. Messo all'asta si registrò, da questo punto fino all'inizio del XVIII secolo, una lunga successione di diversi possessori, finché nel 1705, per il prezzo di 15 770 ducati, fu acquistato dalla famiglia Massa di Sorrento, ultimi baroni di Pescasseroli, prima dell'affacciarsi della nuova borghesia ottocentesca, nel caso specifico esemplificata dalla famiglia Sipari.

### Età contemporanea
Dall'età napoleonica (1811) all'Unità d'Italia (1860) fece parte del distretto di Avezzano, successivamente del circondario marsicano fino al 1927.

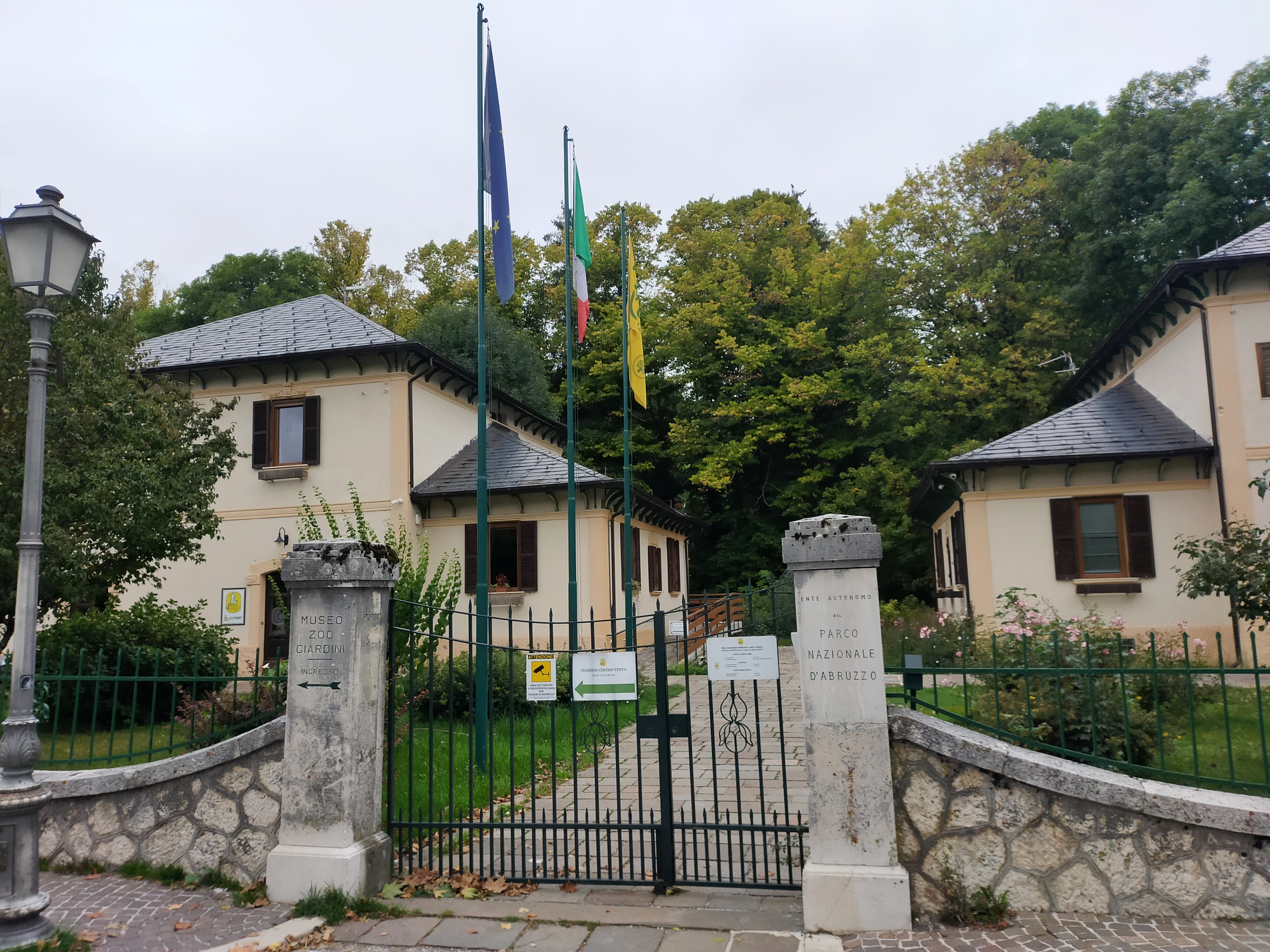
Ingresso dell'ente gestore del parco nazionale d'Abruzzo, Lazio e Molise

#### Il Novecento
Il Discorso di Croce
(Benedetto Croce, "Il Discorso di Pescasseroli" in Rivista Abruzzese, 1966, 1-2)
Poco dopo la nomina di senatore del Regno, ed ormai quarantaquattrenne, Benedetto Croce tornò per la prima volta dalla nascita a Pescasseroli nell'agosto del 1910. Il 21 agosto di quell'anno, dal balcone di palazzo Sipari, pronunciò un discorso, più noto come Discorso di Pescasseroli, nel quale salutò i propri concittadini, rammaricandosi per non essere tornato prima. La ragione di ciò era dal filosofo individuata nel timore (utilizzò anche il termine "fantasma") di disperdere le belle immagini che del borgo marsicano si era fatto, come in un sogno, attraverso i tanti racconti che, quando era piccolo, aveva udito dalla madre, Luisa Sipari. Aveva dunque paura che il sogno non corrispondesse alla realtà. Questa, tuttavia, era migliore del sogno, tanto che Pescasseroli gli parve «più bella, più ampia, più gaia» e persino «più civile» di come l'aveva vagheggiata. Belle parole, quelle di Croce, che si conclusero anche con una sorta di profezia, secondo la quale il nome del suo paese natale sarebbe diventato in pochi anni «familiare a tutti», perché a Pescasseroli sarebbero arrivati «da ogni parte, i villeggianti e gli escursionisti». Nel riconoscergli quell'antiveggenza che soltanto certi grandi uomini possono vantare, non va trascurato che una parte della fama del borgo sia dovuta anche all'opera dello stesso filosofo, che presentò, da ministro della pubblica istruzione, il disegno di legge Per la tutela delle bellezze naturali e degli immobili di particolare interesse storico (approvato poi con la legge 778 del 1922), primo fondamento legislativo dei parchi nazionali italiani, e che scrisse la monografia di Pescasseroli, più tardi collocata in appendice alla prestigiosa Storia del Regno di Napoli. In seguito a quella visita, Croce donò al comune il manoscritto della Logica, che, dedicata ai suoi genitori, era uscita nel 1909.
Il 13 gennaio 1915 il catastrofico terremoto di Avezzano danneggiò in parte il centro storico del paese. 

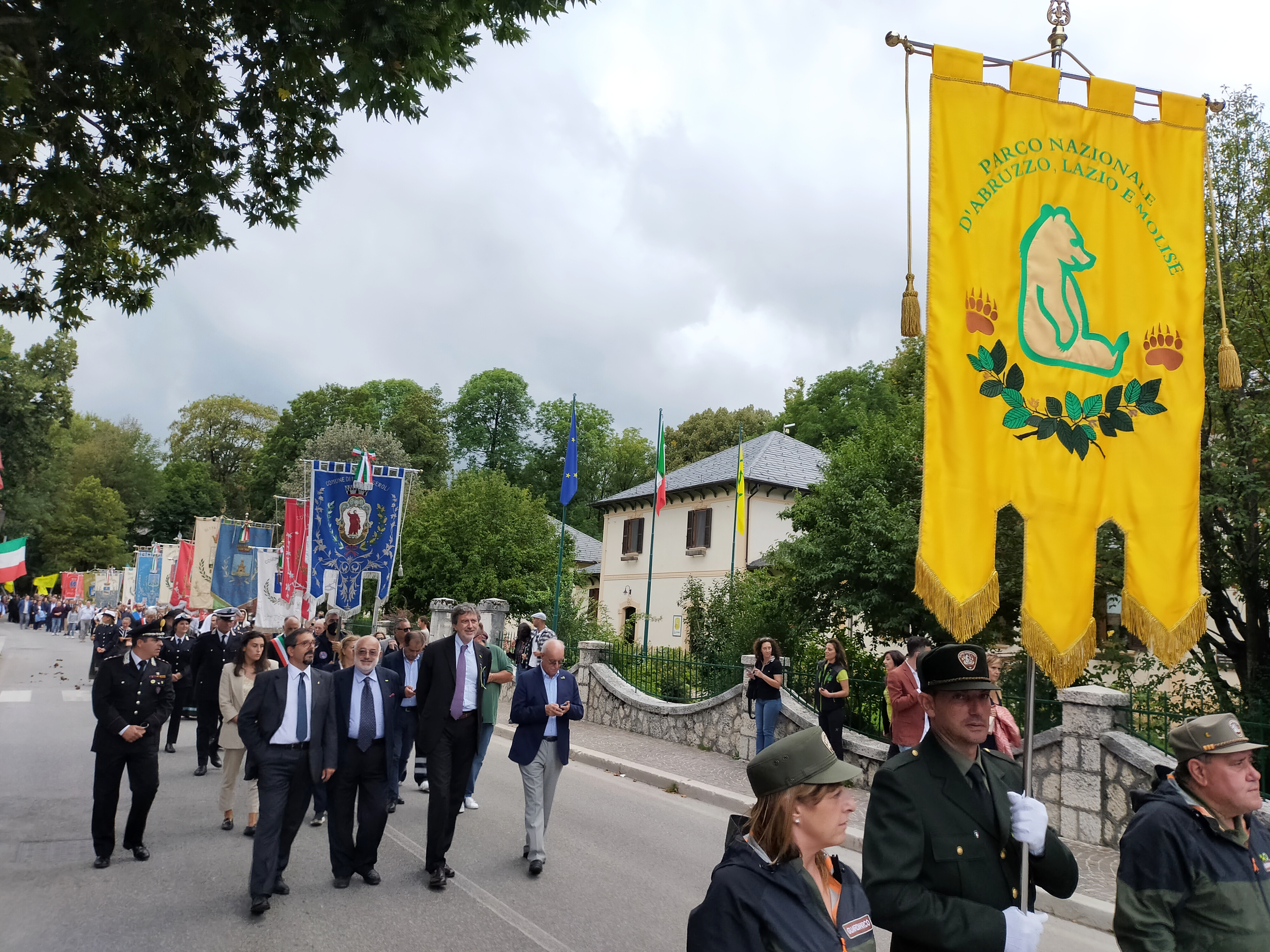
Corteo in occasione del centenario dell'inaugurazione del parco

Già costituito il 25 novembre 1921 con direttorio provvisorio, il parco nazionale fu inaugurato il 9 settembre 1922 a Pescasseroli, sede amministrativa, e istituito ufficialmente come "parco nazionale d'Abruzzo" l'11 gennaio 1923.
Dopo i danneggiamenti della seconda guerra mondiale il centro tornò a ripopolarsi grazie soprattutto al fattore del turismo. Superata anche la criticità dovuta ai danni causati dal terremoto dell'Italia centro-meridionale del 1984, la cittadina è diventata una delle mete turistiche della regione, grazie soprattutto alla presenza delle infrastrutture sportive e ricettive sorte a seguito dell'istituzione dell'ente parco.
Nel 1971, anno di istituzione delle comunità montane, il territorio entrò a far parte della Comunità montana Alto Sangro e altopiano delle Cinquemiglia, soppressa nel 2013.

### Simboli
Lo stemma è stato riconosciuto con DPCM del 9 dicembre 1958. Nello scudo è rappresentato san Paolo con la spada. 
Il gonfalone , concesso con DPR del 19 gennaio 1959 è un drappo di azzurro.

## Monumenti e luoghi d'interesse

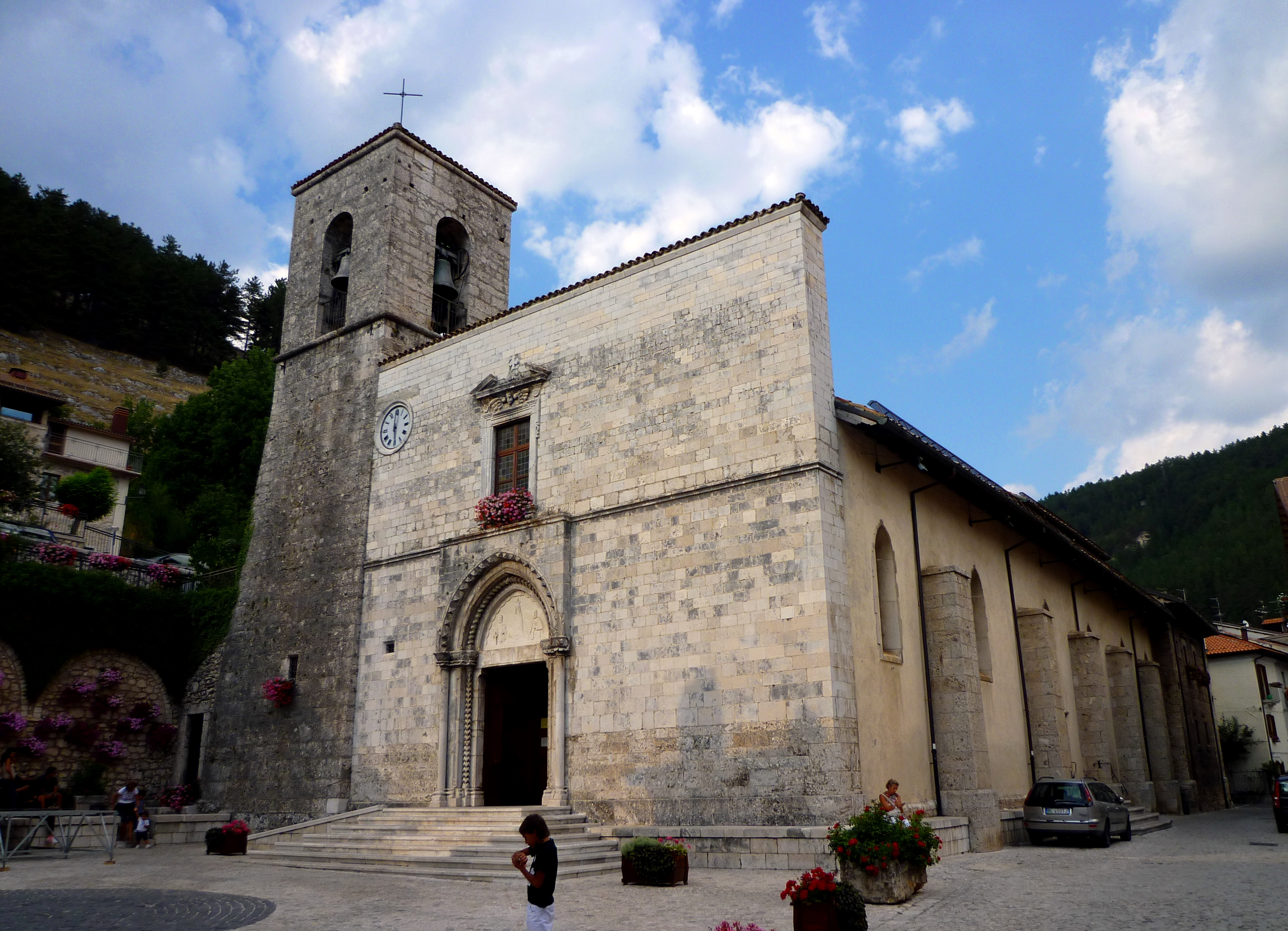
Chiesa dei Santi Pietro e Paolo

### Architetture religiose
Chiesa di San Pietro e PaoloAntica chiesa situata nel centro storico. Fondata intorno al 1100, in essa si trova una statua lignea di colore nero raffigurante la "Madonna col bambino" datata intorno al XIII secolo. L'8 settembre 1752 il Capitolo Vaticano, inviando una preziosa corona d'oro, procedette alla solenne incoronazione della scultura della Madonna Nera dell'Incoronata.
- Chiesa della Madonna del Carmine, detta anche "chiesa del Carmelo", costruita nel corso del 1700.
- Cappella dell'Addolorata (o chiesa di Santa Maria degli Angeli), che appare per la prima volta in un documento del 1638. Situata accanto al palazzo Sipari è inclusa nel patrimonio della fondazione Erminio e Zel Sipari[31].
- Chiesa di Santa Lucia, menzionata in un documento del 1693.
- Santuario di Santa Maria di Monte Tranquillo, esistente già dal XII secolo conserva una statua lignea della Madonna Nera[32].

### Architetture civili

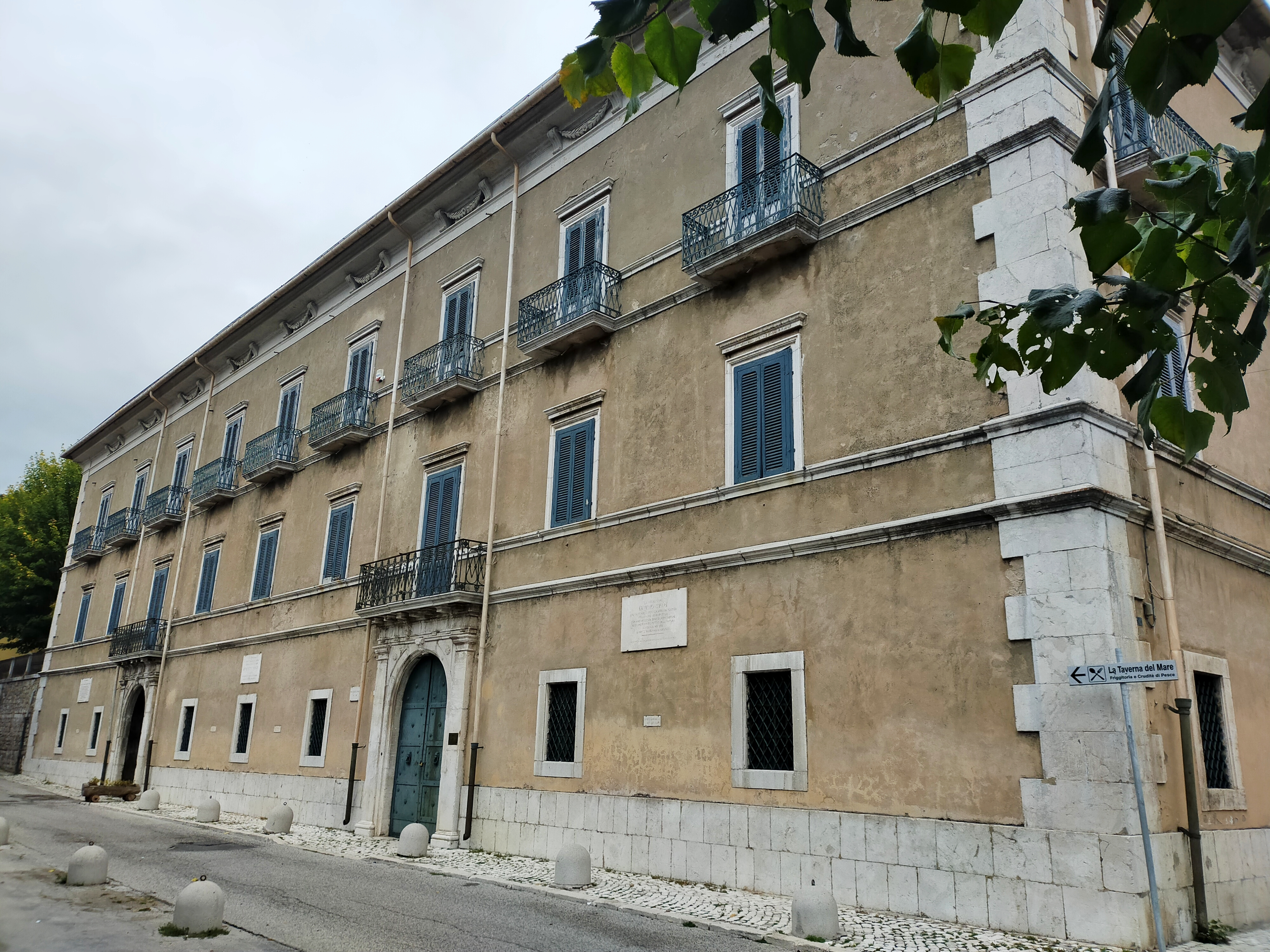
Palazzo Sipari

Palazzo SipariNel centro storico è situato il palazzo della famiglia Sipari, costruito nel 1839 al posto del palazzo dei baroni Massa, ex feudatari del luogo. "Reca l'impronta di una squisita semplicissima architettura combinata con gli ultimi elementi del periodo neoclassico che languiva e con qualche reminiscenza dell'impero trionfante. Il vasto palazzo, ricco di terrazzo giardino e di sale immense, è notevole specialmente per una strana antiveggenza dell'antenato Sipari che lo volle. Quando fu costruito, la valle non era corsa che da una via mulattiera, la carrozza per Pescasseroli era ancora un sogno. E pure le porte furono aperte così vaste, gli androni furono architettati così comodi da permettere dopo un secolo il libero moto alla più poderosa automobile", così scrisse Emidio Agostinoni, in Altipiani d'Abruzzo. Il palazzo ospita la casa museo gestita dalla fondazione intitolata ad Erminio Sipari, deputato, naturalista ed ambientalista nonché fondatore del parco nazionale, e a sua moglie "Zel Sipari". Il 25 febbraio 1866 nacque nel secondo piano del palazzo il filosofo Benedetto Croce.
Molino di San RoccoMulino ad acqua edificato nel 1885 da Carmelo Sipari per macinare il grano e i cereali. Dotato di turbina ad azione e di due macine, è stato in funzione fino al secondo dopoguerra.
Casale di Prato della CorteEdificio realizzato in una località di circa dieci ettari. Nei primi anni del novecento il "mulino Sipari" fu adeguato a centrale elettrica, mentre negli anni venti veniva prodotta l'acqua della Corte.

### Architetture militari

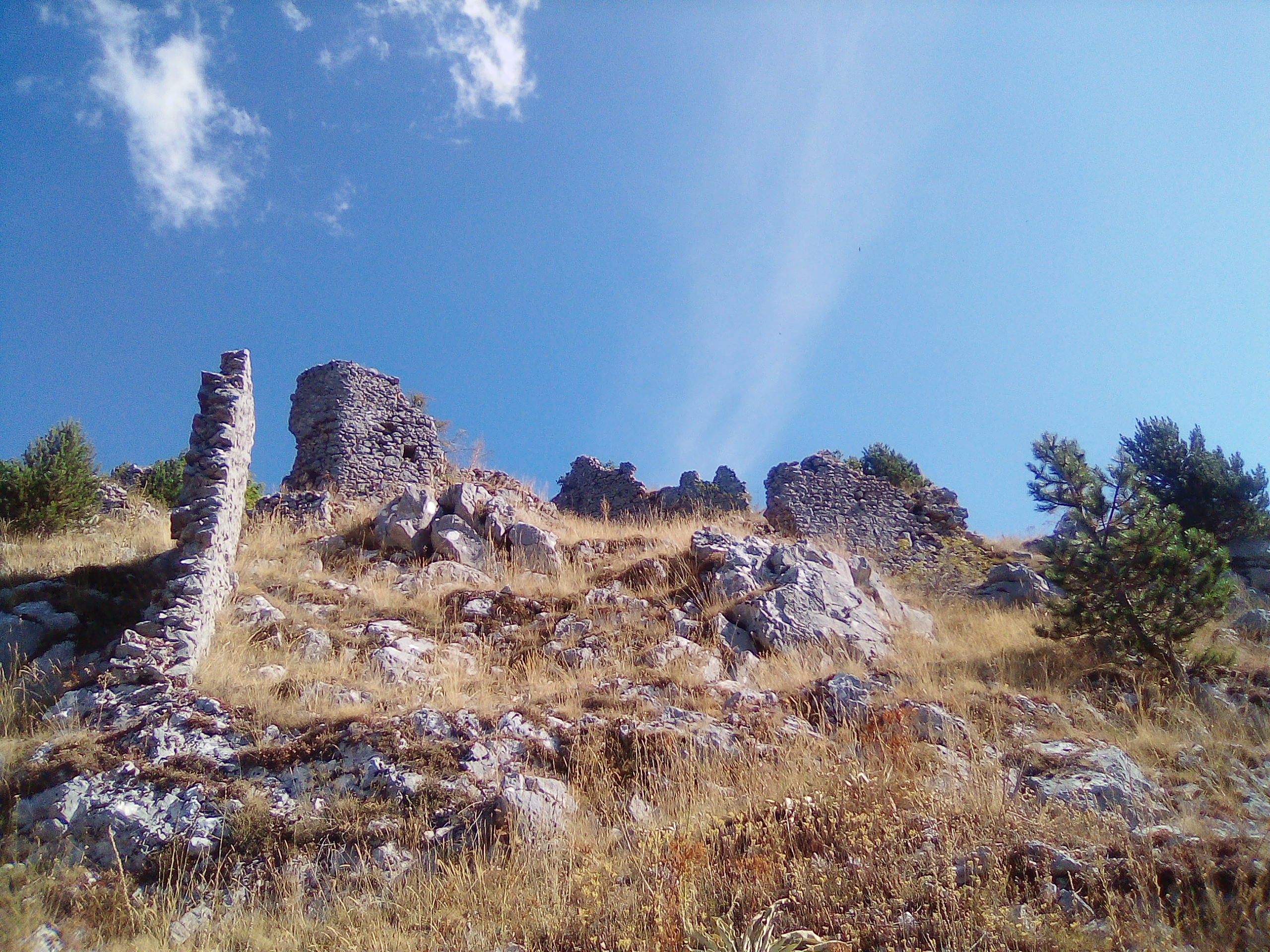
Ruderi del castello-recinto medievale

Castel MancinoCastello-recinto dal toponimo incerto, così denominato per la prima volta nel Novecento dal pastore-poeta Cesidio Gentile. Fu edificato dai signori Borrello tra il X e l'XI secolo per difendere il territorio dalle incursioni barbariche. Venne progressivamente abbandonato in seguito a forti terremoti e alle mutate condizioni socio-economiche nel corso del XIV secolo. Nel Medioevo ha identificato il nucleo denominato "Serule", territorio successivamente noto come "Pesculum ad Serule". I ruderi degli edifici, le parti delle mura perimetrali e le torri di avvistamento sono situate tra i 1 275 e i 1332 m s.l.m. sulla sommità dei Colli dell'Oro, nella località denominata Colle del Castello.

### Monumenti

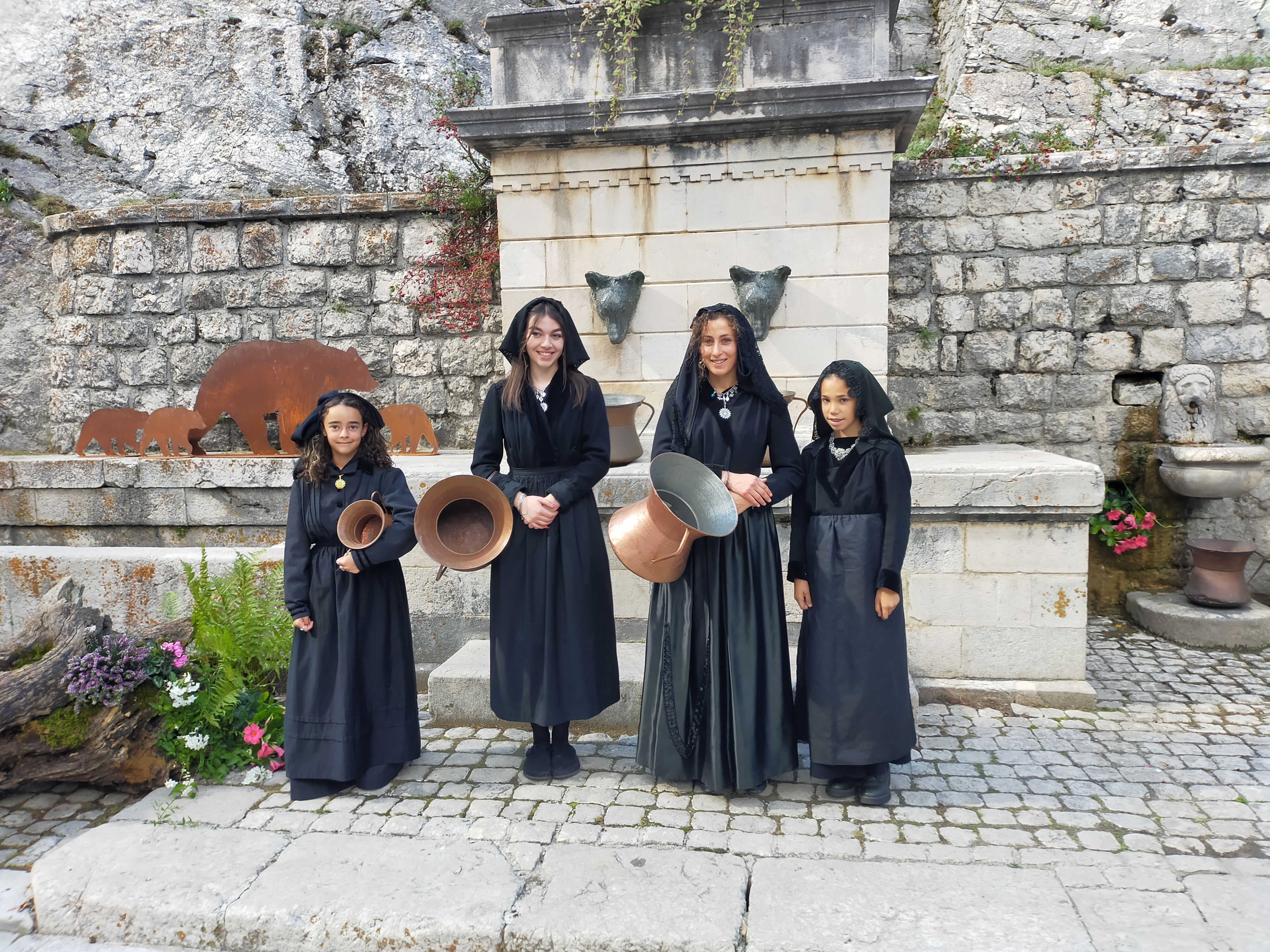
Ragazze in abito tradizionale con le conche abruzzesi davanti alla fontana di San Rocco

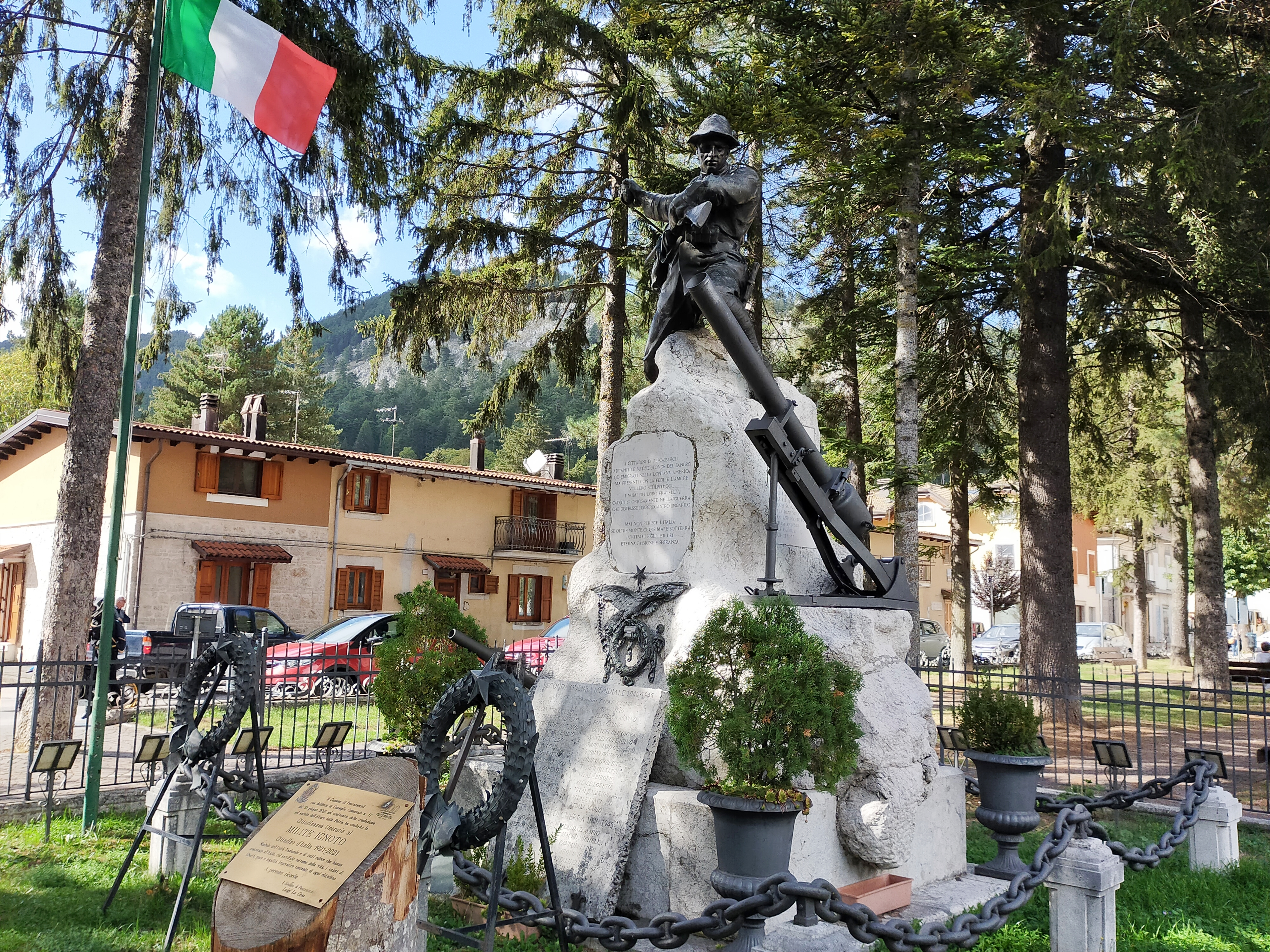
Il monumento ai caduti delle guerre

Fontana di San RoccoRealizzata nei pressi dell'omonima chiesa scomparsa, in occasione dell'inaugurazione del parco nazionale d'Abruzzo, è collocata lungo la strada statale 83 Marsicana, all'ingresso del paese venendo da Bisegna e Gioia dei Marsi. Detta anche "fontana degli orsi", si caratterizza per le due teste bronzee di orso bruno marsicano dalle quali sgorga l'acqua. Sulla sovrastante parete rocciosa è stata incisa la scritta "Parco nazionale d'Abruzzo sorto per la protezione delle silvane bellezze e dei tesori della natura. Qui inaugurato il IX sett. MCMXXII". Una croce in ferro è collocata sulla base della roccia dall'inizio del Novecento; un'iscrizione ricorda la missione del 1934 dei padri redentoristi.
Monumento ai cadutiCollocato nel parco della Rimembranza di piazza Vittorio Veneto, fu inaugurato l'8 settembre 1922 alla presenza di Erminio Sipari e Benedetto Croce. L'elemento principale che caratterizza l'opera è la statua dell'alpino; sulle lapidi sono incisi i nomi dei caduti della prima e della seconda guerra mondiale.
- Fontana di piazza Sant'Antonio, collocata non distante dal palazzo municipale. Fu realizzata a cominciare dal 1875[39].
- Totem della pace, opera di Mario Molinari collocata nella rotonda di Santa Lucia. È stata inaugurata il 29 settembre 2010[40].

### Siti archeologici
Diverse le aree d'interesse archeologico di Pescasseroli e del suo territorio. In particolare i ruderi di castel Mancino, posti su un'altura alle porte del paese, mentre nel centro visita del parco è esposta la tomba dei resti di una donna che abitò la zona nel VI secolo a.C. Infine, i ruderi di villaggi e ville romane tra Campomizzo (Gioia dei Marsi) e Pescasseroli.

### Aree naturali
Pescasseroli è conosciuta come stazione climatica, luogo di villeggiatura sia estiva che invernale, e come principale centro del parco nazionale d'Abruzzo, Lazio e Molise. Variegate le possibilità di praticare il trekking e le escursioni a piedi, in mountain bike o a cavallo; il sentiero Sipari (parte del sentiero Italia) che collega Alvito a Pescasseroli, è stato dedicato a Erminio Sipari nel 2018 dall'ente gestore del parco nazionale.
L'area faunistica, situata nella sede del centro visite e del museo naturalistico, ospita animali trovati feriti o che presentano problematiche che non consentono la loro sopravvivenza allo stato selvatico. Non è difficile trovare esemplari di orso bruno marsicano, lupi appenninici, caprioli e poiane. Nel giardino appenninico si trovano la flora appenninica e le più disparate specie vegetali tipiche del parco nazionale: scoiattoli, picchi, cince, rampichini e fringuelli.
La precipitazione delle acque del torrente Scerto nelle rocce sottostanti forma la cascata delle Ninfe e quella delle Tre Cannelle nel contesto della riserva naturale integrale della Camosciara.

## Società

### Evoluzione demografica
Abitanti censiti

### Etnie e minoranze straniere
I cittadini stranieri residenti a Pescasseroli rilevati dall'Istat al 31 dicembre 2020 erano 177, pari circa all'8,5% della popolazione residente.

### Tradizioni e folclore
Il 30 giugno di ogni anno si celebra la festa patronale in onore di san Paolo, patrono del comune di Pescasseroli.
Il 24 dicembre, nella notte di Natale, viene realizzata la cosiddetta "Tomba", un grande falò davanti alla chiesa parrocchiale.

## Cultura

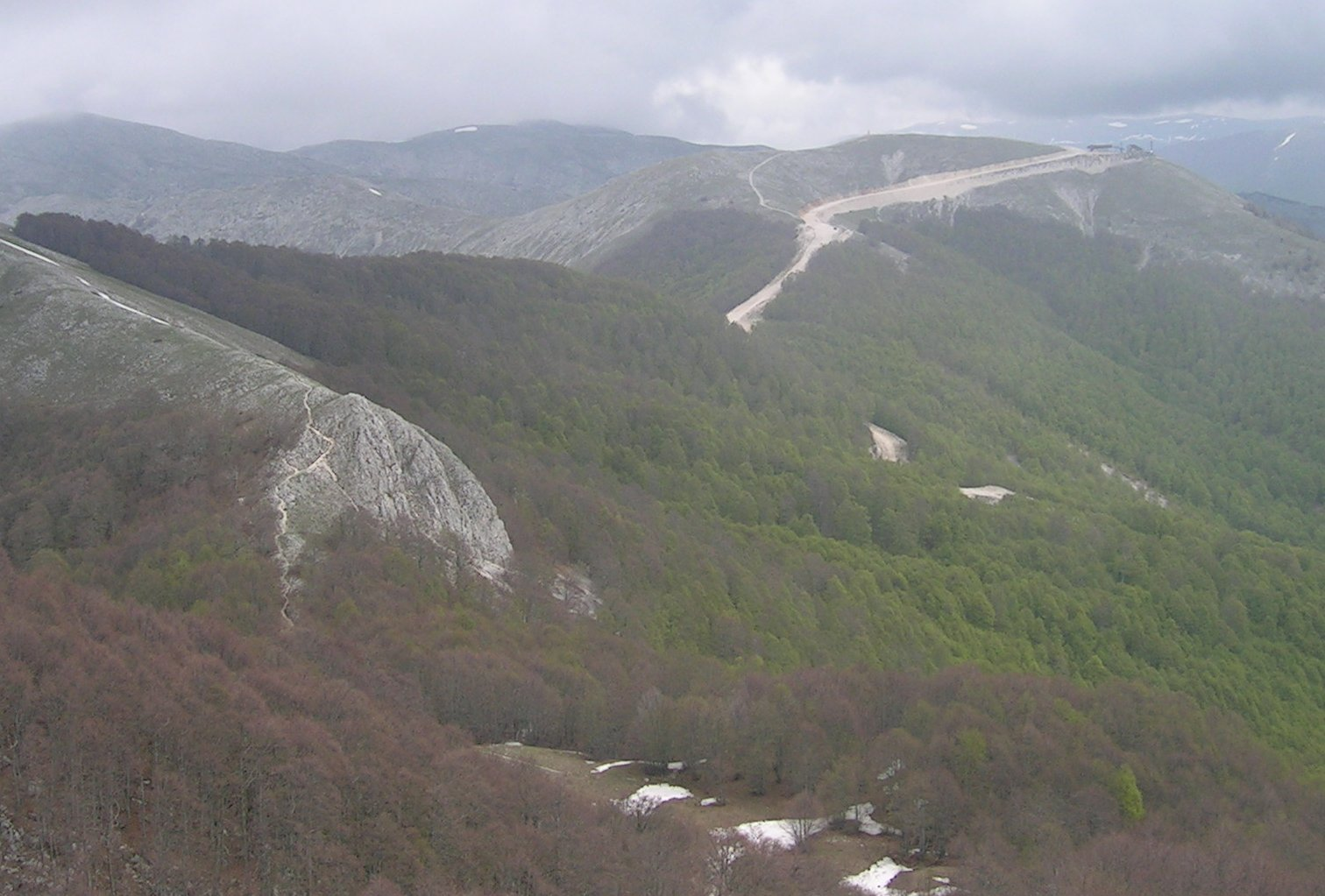
Il monte delle Vitelle

### Patrimoni dell'umanità dell'UNESCO
Nel 2017 i cinque nuclei di faggete vetuste ricadenti in una superficie di oltre 1 000 ettari inclusa tra i comuni di Lecce nei Marsi (Selva Moricento), Opi (Cacciagrande e Valle Jancino in Val Fondillo), Pescasseroli (Coppo del Principe e Coppo del Morto) e Villavallelonga (Val Cervara), in parte databili intorno ai 560 anni, sono stati dichiarati patrimonio mondiale dell'umanità nel contesto delle foreste primordiali dei faggi dei Carpazi e di altre regioni d'Europa. Si tratta del primo riconoscimento UNESCO per l'intera regione abruzzese.

### Musei
Museo naturalistico del parco nazionale d'Abruzzo, Lazio e MoliseIl museo naturalistico ed etnografico è stato inaugurato nel 1969 nei locali di proprietà dell'ente PNALM. È ospitato all'interno del centro visita di Pescasseroli ed è dotato anche di una sala conferenze.
Museo storico del parco nazionale d'Abruzzo, Lazio e MoliseInaugurato in occasione delle celebrazioni del centenario della creazione del parco nazionale, il 10 febbraio 2022, è ospitato nelle ex scuderie Sipari di fronte all'omonimo palazzo signorile.
Casa museo di palazzo SipariNel palazzo ottocentesco, sede della fondazione Erminio e Zel Sipari, sono esposti i documenti dell'archivio storico di Benedetto Croce ed Erminio Sipari.

### Cinema
Nel centro di Pescasseroli c'è lo storico cinema comunale intitolato ad Ettore Scola, monosala cinematografica da 150 posti. 
Nel comune marsicano sono state girate le scene di diversi film del noto regista e sceneggiatore.
Il cavaliere misterioso, film del 1948 diretto da Riccardo Freda è stato girato a Pescasseroli e in esterni nell'area del parco nazionale d'Abruzzo, interprete principale fu Vittorio Gassman nel personaggio di Giacomo Casanova.
Nel 1998 la pellicola Le faremo tanto male diretta da Pino Quartullo è stata girata in buona parte in questo comune. A San Sebastiano dei Marsi e a Pescasseroli sono state girate diverse scene dei film Auguri professore, La guerra degli Antò, Il posto dell'anima, Scusate se esisto! e Un mondo a parte di Riccardo Milani.
Il film La volpe e la bambina di Luc Jacquet è stato girato, in parte, nel 2007 nel parco nazionale d'Abruzzo. 
Infine alcune scene del film Neve di Stefano Incerti hanno immortalato i panorami marsicani e anche di Pescasseroli.

### Cucina

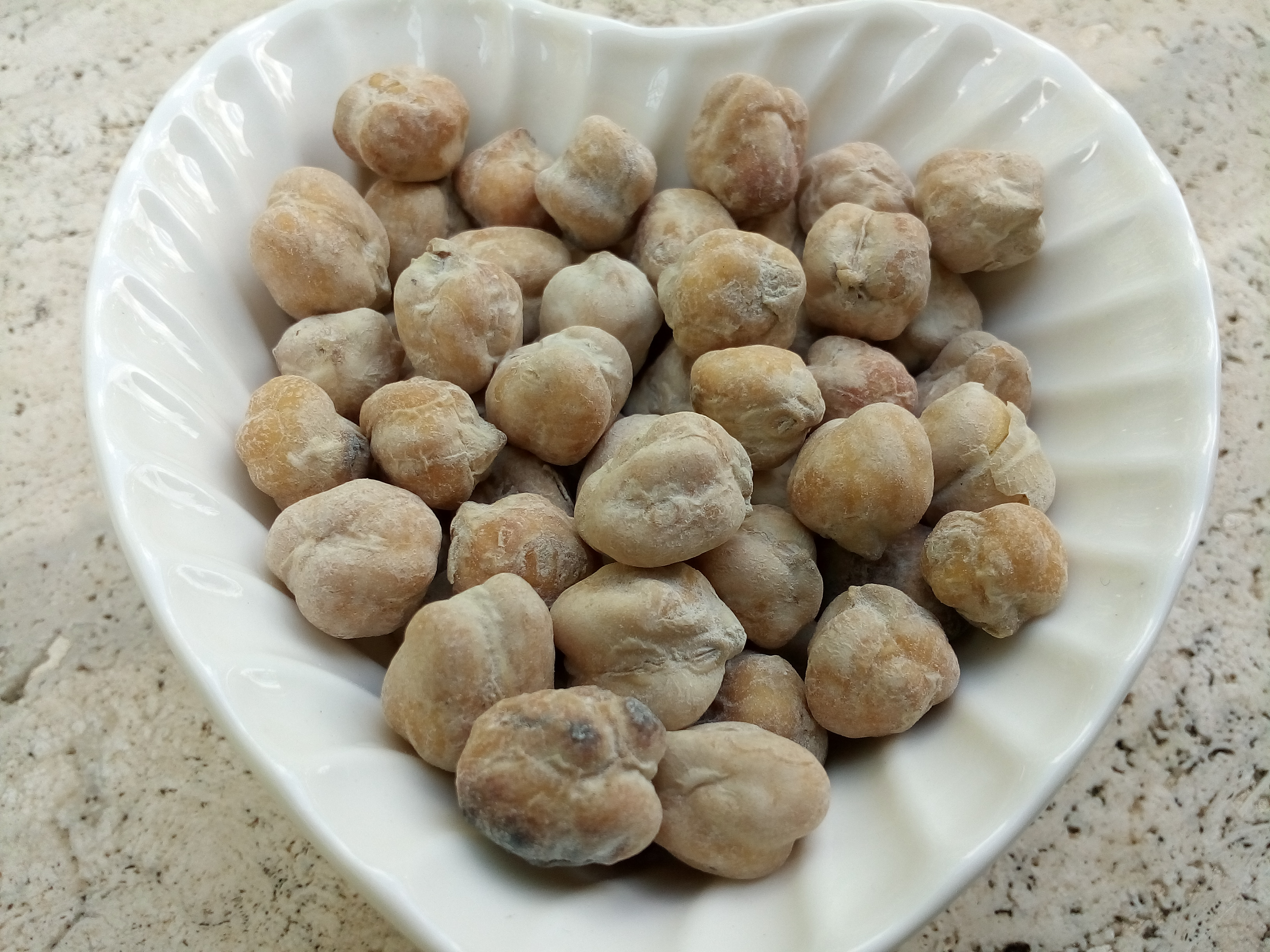
I ceci della Sposa

Tra le ricette tipiche della cucina locale ci sono le patate del Fucino maritate e i ceci della Sposa, la cui lunga preparazione è ispirata ad un antico rito matriarcale: le donne del paese donano i ceci, simbolo di fertilità e abbondanza, alle novelle spose in segno di augurio. I legumi vengono prima immersi nell'acqua e fatti scolare. Dopo la cottura vengono imbevuti con un liquore aromatico e insaporiti con vanillina, cannella e semi di anice. Gli gnocchetti con gli òrapi sono uno dei primi piatti tipici del parco. I T'rcnell sono dolci natalizi tipici con la forma del torcinello, realizzati utilizzando patate, farina, uova e semi di anice. Vengono fritti in padella e zuccherati prima di essere serviti, mentre tra le bevande si producono il Fragolino, il Centerbe, l'Acquavite di genziana e il Ratafia di more o di lamponi.

### Eventi
Il Premio Croce è un premio nazionale di cultura intitolato a Benedetto Croce, una kermesse letteraria che dopo una selezione della giuria istituzionale premia i migliori testi delle categorie narrativa, giornalismo letterario e saggistica.

## Economia

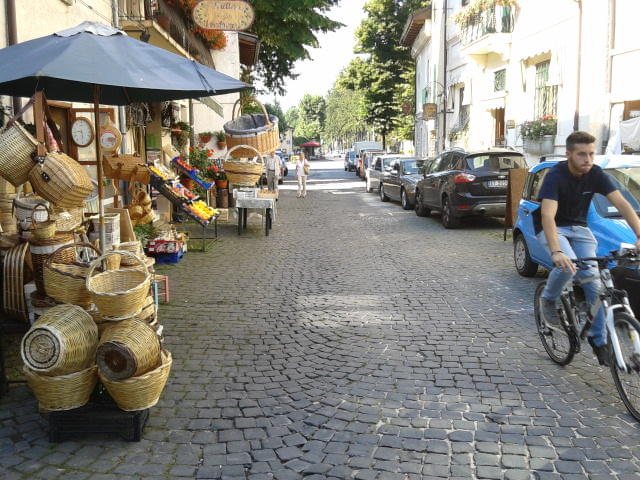
Negozi di souvenir e di prodotti tipici

### Agricoltura e allevamento
Come per molti altri centri della parco nazionale d'Abruzzo, Lazio e Molise l'agricoltura in quota e l'allevamento rappresentano importanti fonti economiche per il paese. Non a caso Pescasseroli vanta un'importante produzione di carni bovine ed ovine legata anche alla transumanza lungo l'antico tratturo diretto a Candela.

### Artigianato e commercio
Un impulso importante all'economia di Pescasseroli è dato dall'artigianato e dal commercio. Nel centro storico, in particolare le attività che operano in questi settori sono numerose e offrono svariati prodotti, tra i quali i rinomati mobili rustici.
Un ruolo molto importante è svolto sia dagli operatori del terziario tradizionale che di quello avanzato.

### Turismo
Il turismo è il cuore pulsante dell'economia locale. La cittadina, posta al centro di itinerari di interesse naturalistico, offre servizi e infrastrutture in grado di richiamare turisti e villeggianti in ogni periodo dell'anno, come il centro visita del parco, il museo naturalistico, l'area faunistica, l'orto botanico, gli impianti sciistici di monte delle Vitelle e il bike park.

## Infrastrutture e trasporti

### Strade
Pescasseroli è attraversata dalla strada statale 83 Marsicana che percorre il territorio del parco nazionale da nord a sud-est.

## Amministrazione

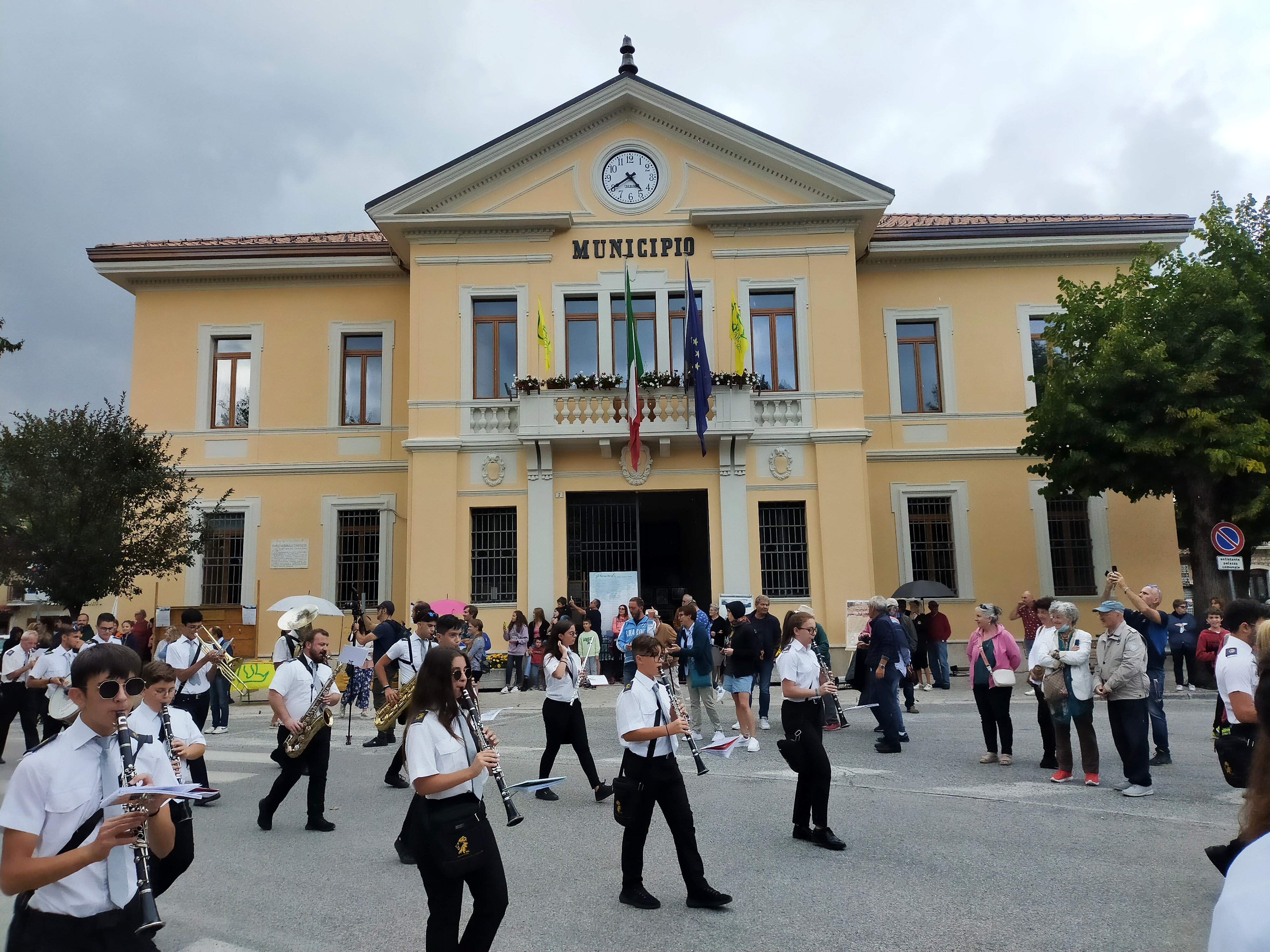
Municipio di Pescasseroli

Sul sito del Ministero dell'interno sono disponibili i dati di tutte le elezioni amministrative di Pescasseroli dal 1985 ad oggi.
| Periodo        | Periodo        | Primo cittadino            | Partito                                       | Carica      | Note   |
| -------------- | -------------- | -------------------------- | --------------------------------------------- | ----------- | ------ |
| 23 aprile 1995 | 18 luglio 1995 | Francesco Paglia           | Liste civiche di centro-sinistra              | Sindaco     | [ 72 ] |
| 9 giugno 1996  | 15 aprile 2000 | Laudo La Cesa              | Liste civiche di centro-sinistra              | Sindaco     |        |
| 16 aprile 2000 | 27 luglio 2002 | Italo Eleuterio Gallinelli | coalizione di centro-sinistra                 | Sindaco     | [ 72 ] |
| 26 maggio 2003 | 13 aprile 2008 | Carmelo Giura              | Liste civiche di centro-sinistra              | Sindaco     |        |
| 14 aprile 2008 | 2 agosto 2011  | Nunzio Finamore            | Lista civica Pescasseroli libera              | Sindaco     | [ 72 ] |
| 2 agosto 2011  | 6 maggio 2012  | Antonio Oriolo             |                                               | Comm. pref. |        |
| 7 maggio 2012  | 10 giugno 2017 | Anna Nanni                 | Lista civica Pescasseroli che vorrei          | Sindaco     |        |
| 11 giugno 2017 | 12 giugno 2022 | Luigi La Cesa              | Lista civica Impegno per Pescasseroli         | Sindaco     |        |
| 13 giugno 2022 | in carica      | Giuseppe Sipari            | Lista civica Comunità attiva per Pescasseroli | Sindaco     |        |

### Gemellaggi
- Foggia[73]
- Candela[74]
- Castellane[75]

### Altre informazioni amministrative
Fino al 2013 il comune ha fatto parte della Comunità montana Alto Sangro e altopiano delle Cinquemiglia.

## Sport

### Sci
Pescasseroli è una delle più note stazioni sciistiche del Centro Italia. La frequentata stazione sciistica di monte delle Vitelle è dotata di tre seggiovie e due sciovie. Si praticano i principali sport invernali, lo sci alpino, lo sci di fondo e lo snowboard. Qui si trovano importanti e qualificate scuole per l'avviamento e lo sviluppo agonistico di queste discipline sportive

### Calcio
La squadra di calcio dell'A.S.D. Pescasseroli milita nei tornei dilettantistici abruzzesi. I colori sociali sono l'azzurro e il bianco. Gioca le gare interne al centro sportivo "Saverio Saltarelli".

### Altri sport
Nel comune del Parco d'Abruzzo si possono praticare gli sport più disparati. Il Bike Park "360° Trail Center" di monte delle Vitelle permette di cimentarsi, nel rispetto delle norme di sicurezza e di condotta, in discipline come Mtb gravity, il downhill, il freeride e l'enduro. D'estate sul monte delle Vitelle si pratica il nordic walking.
Annualmente nello scenario del parco nazionale si svolge l'Ecolonga, manifestazione podistica omologata FIDAL.
A settembre si svolge la Gran fondo del parco nazionale d'Abruzzo, gara agonistica di mountain bike. Il percorso di circa 45 chilometri attraversa alcuni tra i luoghi più belli e suggestivi del parco presentando un dislivello di 1 100 metri.